# Arctosa nonsignata
Arctosa nonsignata Roewer, 1960 è un ragno appartenente alla famiglia Lycosidae.

## Etimologia
Il nome proprio della specie è composto dalla negazione non e dall'aggettivo latino signatus, -a, -um, cioè che presenta segni, striature; ad indicare che questa specie è sprovvista delle strie longitudinali lungo il corpo che è uno dei segni distintivi secondari del genere Arctosa.

## Caratteristiche
L'epigino è piatto, largo e di forma ovale trasversale. Il cefalotorace è di un denso colore bruno ed è privo delle caratteristiche strie longitudinali.
Le femmine hanno il bodylenght (prosoma + opistosoma) di 8 millimetri (3,5 + 4,5).
I maschi hanno il bodylenght (prosoma + opistosoma) di 7 millimetri (3,5 + 3,5).

## Distribuzione
La specie è stata reperita nella Repubblica Democratica del Congo meridionale, nei pressi delle gole della Pelenge, fra i 1250 e i 1600 metri di altitudine; nel villaggio di Kaswabilenga, sulle rive del fiume Lufira, a 680 metri di altitudine; e lungo le rive del fiume Kenia; tutte località all'interno del Parco nazionale di Upemba.

## Tassonomia
Al 2016 non sono note sottospecie e dal 1960 non sono stati esaminati nuovi esemplari.